# KV35
La tomba KV35 és una de les tombes de la vall dels Reis, a la necròpoli tebana (est de Luxor, a l'altra riba del riu Nil), destinada a Amenofis II, un faraó de la dinastia XVIII. Durant la dinastia XXI es va fer servir, junt amb la tomba de Deir el Bahari, la TT320, d'amagatall de mòmies reials.

## El descobriment
L'equip de treballadors de Victor Loret la va descobrir aproximadament un mes després d'haver descobert la de Tutmosis III (KV34), el 9 de març del 1898. Loret dirigia en aquella època el Servei d'Antiguitats Egípcies.

## Situació i descripció

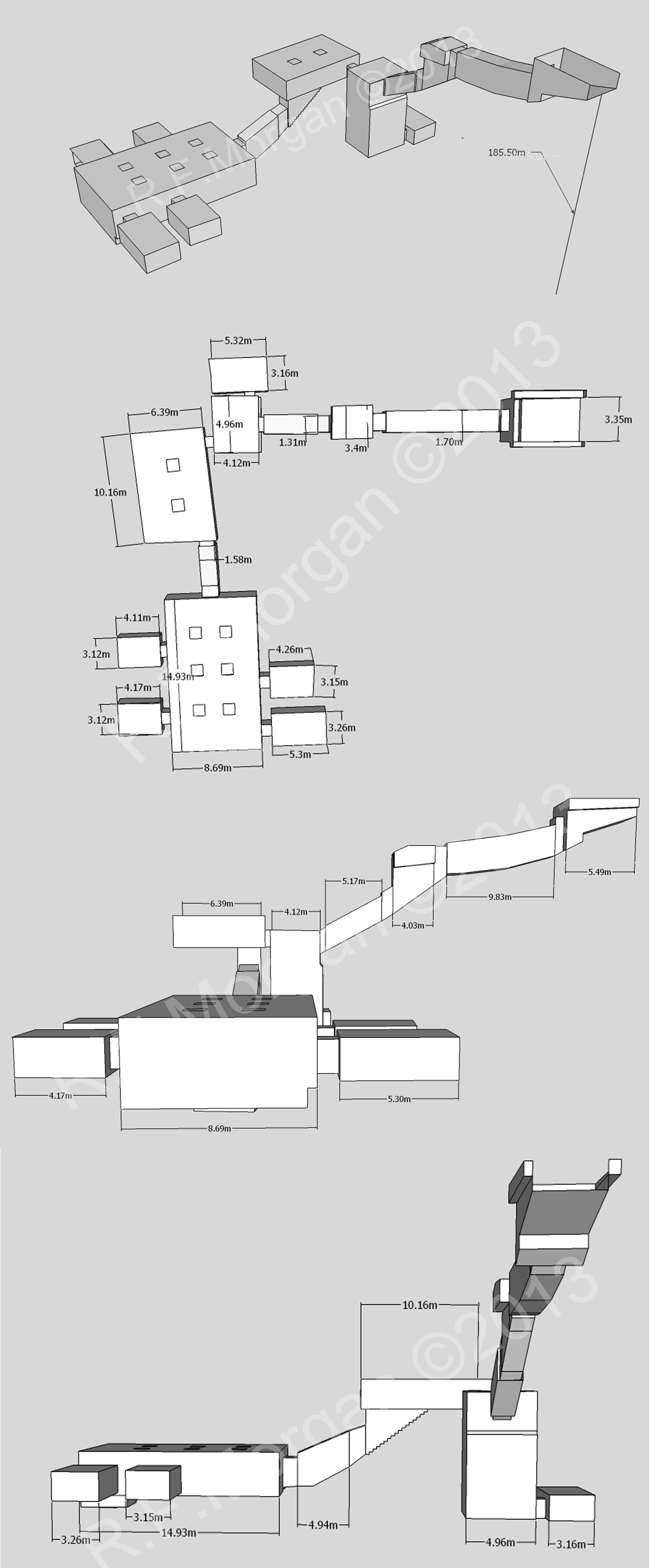
Representació isomètrica, planta i alçat de la KV35

La tomba es troba a l'extrem de la branca occidental del uadi del sud-oest de la vall dels Reis. Les tombes properes més conegudes són la KV57 d'Horemheb i la KV11 de Ramsès III. Està excavada a la part inferior del penya-segat que l'envolta. És una de les tombes més fondes de la vall, amb més de 90 graons, repartits per la tomba, per a baixar-hi.
La tomba té una estructura molt similar a la de la KV34, de Tutmosis III, el pare d'Amenofis II, amb tres grans diferències: la primera és que a la part inferior del pou hi ha una petita cambra lateral, la segona és que la cambra funerària té forma rectangular en comptes d'ovalada i està dividida en dos nivells, i la tercera és l'estil de construcció general, ja que a diferència de les de la KV34, les cambres tenen totes forma rectangular o quadrada, de forma equilibrada i de mides similars i els passadissos mantenen una forma recta i alineada, i els angles són de 90° o molt propers.
Bàsicament, té l'estructura en forma de "L" que caracteritza les tombes d'aquesta època i que es mantindrà durant la dinastia XIX. Té una llargada total de 92 metres i una superfície de 363 metres quadrats (uns 50 més que la del seu pare). La cambra comença amb un llarg corredor, dividit en diverses seccions, que desemboca en un pou, a partir d'allà fa un gir estructural d'uns 85º cap a l'esquerra amb dues cambres principals unides per un passadís amb escales i quatre de secundàries. El corredor comença en una petita sala que fa de vestíbul, amb una porta d'entrada, un replà, una porta de sortida i una rampa descendent que comença a mitja sala i que continua més enllà de la porta de sortida. Al costat de la porta de sortida hi ha dues mènsules, una a cada banda, per a les estàtues dels guardians. La rampa continua, amb diversos desnivells i pendents fins a una sala o ampliació del corredor amb un nínxol a cada costat; en aquesta sala, el pendent del terra s'accentua fins a arribar a uns 40º. El corredor continua, amb menys desnivell fins a arribar al pou, de més de 9 metres de fons, amb una cambra al fons de tot a la banda dreta. A l'altra banda del pou, hi ha l'obertura que mena a una sala amb dos grans pilars. Enmig de la sala, entre els dos pilars quadrats i tocant a la paret de l'obertura del pou, comencen unes escales que baixen i que duen a la cambra funerària; quan s'acaba la sala dels pilars, les escales es converteixen en una rampa. La cambra funerària té sis pilars quadrats repartits en dues fileres. A cada costat, s'obren dues cambres laterals més petites que van servir de magatzem per a l'aixovar funerari del faraó. Al fons de la sala, arran dels dos últims pilars, hi ha una zona més baixa on està col·locat el sarcòfag del faraó, aquesta zona sovint s'anomena la cripta; per a accedir-hi, hi ha unes escales situades al centre, just entre aquests dos últims pilars.

### La decoració

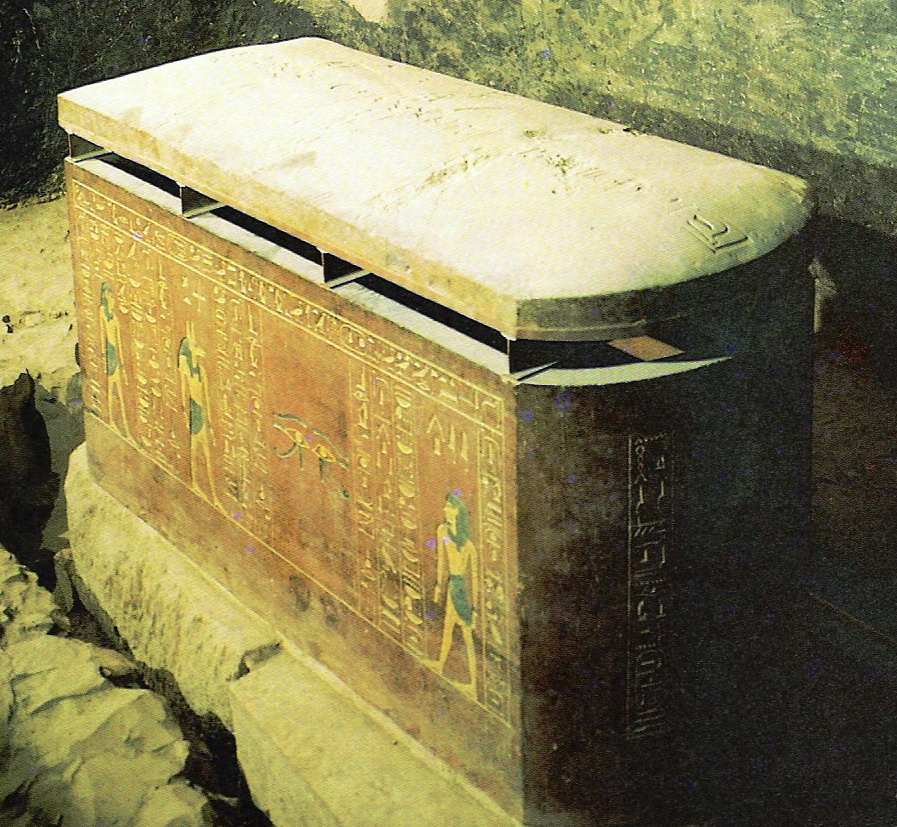
Sarcòfag de quarsita, on es va trobar la mòmia del faraó

La tomba només té la cambra funerària decorada. La decoració de les parets està completament inspirada en la de la tomba de Tutmosis III (vegeu: KV34), amb els mateixos dibuixos, colors i estil, també amb una versió íntegra de l'Amduat, el viatge de Ra per l'inframon, a les parets. El viatge de Ra comença a la paret del fons, la paret sud, i es descriu d'esquerra a dreta per les parets com les hores d'un rellotge. Al final, hi ha una versió abreujada de tota la història.
Els sostres estan pintats amb un blau fosc gairebé negre i estan coberts d'estrelles de cinc puntes grogues. Sota el sostre, a la part més alta de les parets, hi ha una franja decorada amb columnes (en forma de palmera) de colors i sanefes de quadradets i d'estrelles, es tracta del fris Kheker, una decoració que, originalment, s'emprava per a decorar la part superior dels murs i que, més tard, va passar a formar part de la decoració estàndard dels hipogeus de la vall. També hi ha una mena de sòcol pintat a la part inferior de les parets, està format per tres franges horitzontals de color groc, teula i blanc, més una quarta franja, molt més ampla i que va fins a terra, de color blau fosc. Les parets estan pintades de color beix, imitant un rotlle de papir. El beix serveix de base dels escrits i dibuixos que descriuen el viatge de l'Amduat. Els textos i els dibuixos dels personatges estan escrits en negre, mentre que s'utilitzen blaus, vermells, grocs, marfils, marrons i verds per a la decoració.
Els pilars també estan decorats amb un estil completament diferent i que recorda les decoracions de tombes posteriors, amb grans dibuixos del faraó de cos sencer amb els déus, un cada vegada i un dibuix a cada costat del pilar, realitzant ofrenes i amb grans inscripcions. Aquestes escenes estan decorades amb sanefes d'estrelles daurades sobre un fons blau fosc a la part superior i un marc de rectangles de colors blau, vermell, verd i groc separats per petites franges blanques i un marc interior i un d'exterior també blanc. També tenen un terra de color negre, amb unes franges de colors a sota (de dalt a baix: blanc, blau, blanc, vermell, blanc, blau i blanc) i una gran banda que arriba fins al terra de color blau fosc. Els dibuixos estan parcialment pintats amb els mateixos colors del marc (blau, vermell, verd i groc) i només alguns detalls, com les joies i els elements més rellevants del vestuari. El fons dels dibuixos és d'un color blanc trencat o rosat.
L'hipogeu sembla inacabat, segurament el faraó va morir abans que haguessin pogut polir les parets de la cambra dels dos pilars (o "avantcambra") i decorar-la, ja que la del seu pare sí que està decorada.

### L'estat de conservació
El 1994, es va tancar la tomba al públic durant cinc anys. S'havia inundat i s'havia de drenar. Es va restaurar i es va millorar l'accés general, amb baranes i graons de fusta, es va instal·lar un terra de fusta i una sèrie de panells de vidre per a protegir els pilars i les decoracions de les parets. També es va reparar i millorar el sistema elèctric i la il·luminació i es va construir una coberta a l'entrada per evitar futures inundacions. Actualment, la tomba es troba en un bon estat de conservació.

## Les mòmies de l'amagatall

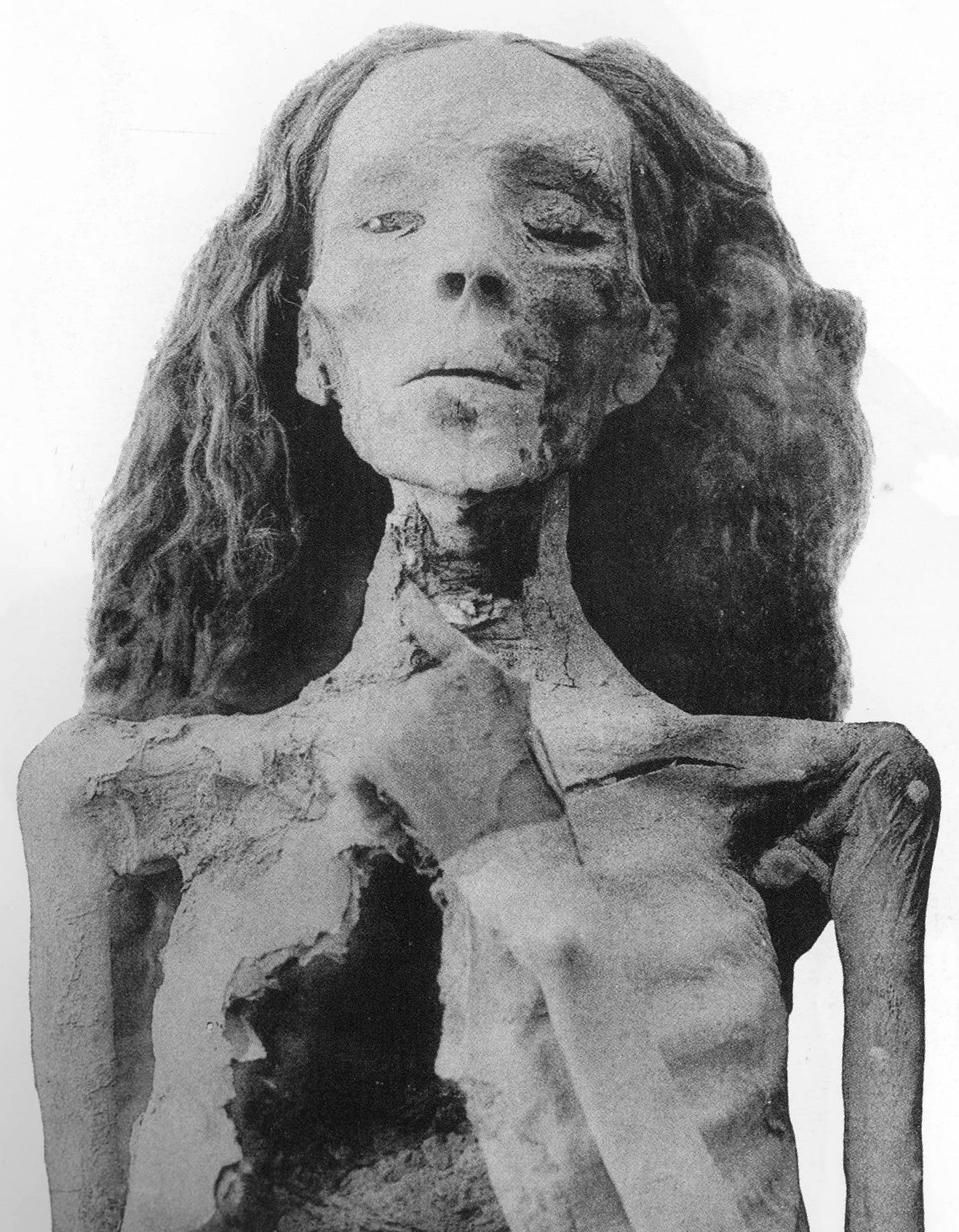
Mòmia de la "dama vella", la reina Tiy

Una o dues vegades, durant el tercer període intermedi, es van amagar aquí les mòmies de diversos faraons i reines. Segurament, ho devien fer els summes sacerdots d'Amon de la dinastia XXI, igual que van fer amb les mòmies amagades al famós amagatall de mòmies reials de Deir el Bahari (vegeu: TT320). La majoria de mòmies es van poder identificar gràcies a les inscripcions de les benes de lli amb què estaven embolicades.
Les mòmies que es van trobar són les de:
- Tuthmosis IV (dinastia XVIII)
- Amenofis III (dinastia XVIII)
- Merenptah (dinastia XIX)
- Seti II (dinastia XIX)
- Siptah (dinastia XIX)
- Una dona (potser la reina Tausert, l'última faraona de la dinastia XIX)
- Un home (potser el primer faraó de la dinastia XX, anomenat Setnakht)
- Ramsès IV (dinastia XX)
- Ramsès V (dinastia XX)
- Ramsès VI (dinastia XX)

Amb aquestes mòmies, també es van trobar la del mateix Amenofis II (dins del sarcòfag), la del seu fill Websenu (a part, al costat de les dues dones no identificades), i la de la reina Hatshepsut Meryet-Ra.
En una altra cambra i en molt mal estat, ja que havien estat molt maltractades pels lladres, es van trobar les mòmies de dues dones no identificades:
- La "dama vella" (Elder lady en anglès, nom amb què és coneguda arreu), probablement la reina Tiy, la dona d'Amenofis III.
- La "dama jove" (Younger lady en anglès, nom amb què és coneguda arreu).

Part de l'aixovar funerari també es va trobar escampat per la tomba, es tracta d'objectes de poc valor material com amulets, uixebtis, un cofret de vasos canopis i altres objectes de fusta, pasta de vidre, ceràmica (faiança) i pedra, així com rotlles de papir, molt interessants des del punt de vista arqueològic.

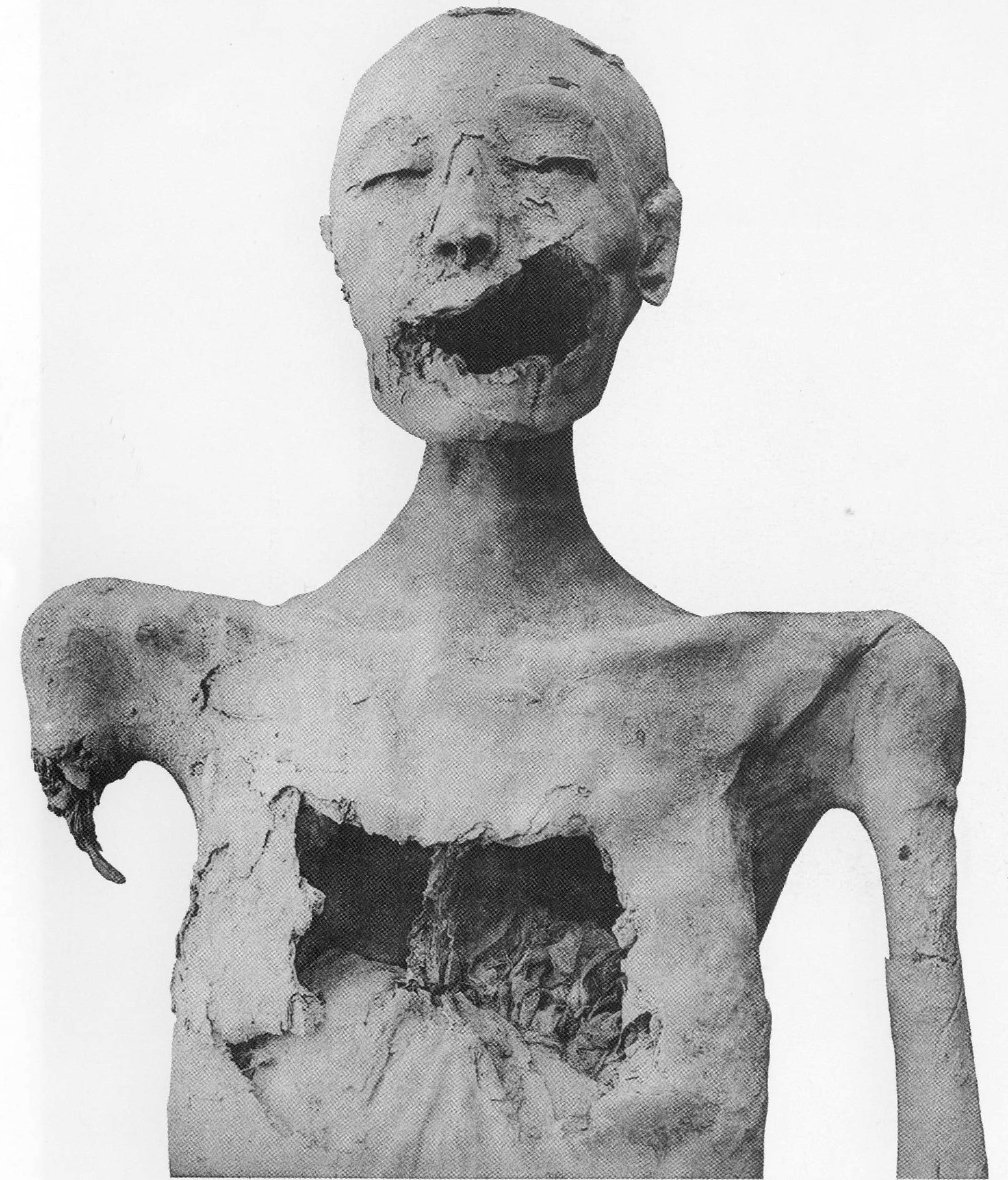
La "dama jove", mare de Tutankamon

### La "dama jove", Nefertiti?
S'havia especulat molt sobre la identitat de les dues dones desconegudes. La més controvertida era l'anomenada "dama jove". Quan Loret les va trobar, per les faccions i el pentinat, va pensar que es tractava d'un príncep jove, però al cap de pocs anys Grafton Elliot Smith, un antropòleg forense i egiptòleg australià, la va examinar, en va fer un estudi tan complet com era possible a principis del segle XX i, entre altres conclusions, va determinar que es tractava d'una dona; tot i això, la teoria de Loret que es tractava d'un jove príncep es va mantenir durant una colla d'anys. Alguns creien que es podia tractar de la famosa Nefertiti, la gran esposa reial del faraó heretge Akhenaton o de la seva segona dona, Kiya, la que es creia que podia ser la mare del faraó Tutankamon.
El 2010, es van realitzar una sèrie de proves a aquestes dues mòmies i a algunes d'altres de la família de Tutankamon, inclòs el mateix faraó (vegeu arbre genealògic a la pàgina: dinastia XVIII d'Egipte). Un equip encapçalat per l'aleshores director del Consell Suprem d'Antiguitats Egípcies, el conegut Zahi Hawass, va realitzar TAC i proves d'ADN a les despulles. Els descobriments de Smith es van confirmar. Es va poder determinar que la "dama vella" era la reina Tiy, esposa d'Amenofis III i àvia de Tutankamon, i que la "dama jove" havia de ser la mare biològica del faraó nen i germana del pare del faraó. També es va determinar que el pare de Tutankamon havia de ser la mòmia trobada a la tomba KV55, per a uns es tractaria d'Akenaton (el mateix Hawass entre d'altres) i per a d'altres del faraó Smenkare (inclosa l'antropòloga Joyce Filer). Tots dos pares de Tutankamon eren fills d'Amenofis III i de la reina Tiy, el matrimoni va tenir vuit filles i dos fills, Akenaton era un d'ells. Les especulacions i teories posteriors sobre la identitat de la "dama jove" es basen en la història coneguda, les tradicions i la cultura de l'antic Egipte:
1. No pot tractar-se de Nefertiti ni de Kiya perquè cap de les dues era filla o germana d'un faraó (segons els objectes i inscripcions que s'han trobat fins avui, cap de les dues duia el títol de "filla/germana del rei").
2. Tampoc pot tractar-se de Sitamon, Iset o Henuttaneb, totes tres filles d'Amenofis III i de Tiy, perquè totes tres van estar casades amb el seu pare i si s'haguessin casat amb Akenaton, li haurien pres el títol de reina i gran esposa reial a Nefertiti (perquè ja ho havien estat del pare) i no va ser així.
3. S'ha de tractar d'alguna de les 5 filles restants que, pel que se sap, no es van casar amb el seu pare i que, per tant, podrien no haver obtingut el títol de reina d'Egipte en casar-se amb el germà. L'equip de Hawass creu que les candidates més probables són Nebetah i Baketaton.